# NGC 6229
NGC 6229 là cụm sao cầu nằm trong chòm sao Vũ Tiên. Cụm sao này được nhà thiên văn học người Anh William Herschel phát hiện vào ngày 12 tháng 5 năm 1787 và đươc định danh là GC (v) B trong sơ đồ phân loại hình thái thiên hà. NGC 6229 nằm cách Trái Đất khoảng 100.000 năm ánh sáng.